# Флаг Крылатского
Флаг внутригородского муниципального образования Крыла́тское в Западном административном округе города Москвы Российской Федерации.
Флаг утверждён 2 марта 2004 года и внесён в Геральдический реестр города Москвы с присвоением регистрационного номера ?.

## Описание
«Флаг муниципального образования Крылатское представляет собой двустороннее прямоугольное полотнище с соотношением сторон 2:3.
В середине голубого полотнища флага помещены: примыкающее к нижнему краю полотнища изображение белого купола и внутри него меньшего зелёного купола, в котором — изображение белого бьющего источника. Габаритные размеры изображения белого купола составляют 4/5 длины и 3/4 ширины полотнища. Габаритные размеры изображения зелёного купола составляют 2/3 длины и 3/5 ширины полотнища.
Габаритные размеры изображения источника составляют 4/15 длины и 1/4 ширины полотнища. Центр изображения источника равноудалён от боковых сторон полотнища и находится на расстоянии 3/16 ширины полотнища от его нижнего края.
Над куполом помещено изображение жёлтого ключа бородкой вниз, обращённого от древка. Габаритные размеры изображения составляют 1/2 длины и 1/4 ширины полотнища. Центр изображения равноудалён от боковых сторон полотнища и находится на расстоянии 3/16 ширины полотнища от его верхнего края».

## Обоснование символики
Жёлтый ключ на голубом полотнище символизирует широко применённый в Крылатском метод градостроительства «под ключ».
Купол, имеющее форму декоративной закомары — украшения крыльца, отражает историческое название местности — Крылецкое.
Белый бьющий источник символизирует уникальный родник святой воды, являющийся местом паломничества москвичей.
Зелёный цвет полотнища символизирует богатую природу Крылатских холмов, в 1998 году получивших статус ландшафтного заповедника.